# Salix yanbianica
Salix yanbianica là một loài thực vật có hoa trong họ Liễu. Loài này được C.F. Fang & Chang Y. Yang miêu tả khoa học đầu tiên năm 1980.